# Brandon (Name)
Brandon ist ein ursprünglich ortsbezogener englischer und französischer Familienname sowie von diesem abgeleiteter primär englischer männlicher Vorname.

## Herkunft und Bedeutung
Der Familienname Brandon leitet sich von den Namen verschiedener Orte in England ab, zusammengesetzt aus Altenglischen brōm + dūn, was „mit Ginster bedeckter Hügel“ oder „Hügel, auf dem Ginster wächst“ bedeutet und von diesem Familiennamen wurde wiederum der gleichlautende männliche Vorname abgeleitet, der hauptsächlich seit Mitte des 20. Jahrhunderts auftritt und nahezu ausschließlich in den Vereinigten Staaten und Kanada erscheint. Gelegentlich tritt der Vorname jedoch auch als Variante von Brendan auf. Eine seltene Variante des Vornamens ist Branden. Als weiblicher Vorname kommt Brandon nur ausnahmsweise vor. Im Französischen repräsentiert der Nachname auch einen Ortsnamen, d. h. Brandon (Saône-et-Loire) sowie einen Namen, der von der Wurzel des Namens Brand abgeleitet ist, wobei die Endung -on das Zeichen des alten französischen Obliquus (Kasus) ist.

## Namensträger

### Männlicher Vorname
- Brandon Adams (Pokerspieler) (* 1978), US-amerikanischer Pokerspieler, Autor und Hochschullehrer
- Brandon Quintin Adams (* 1979), US-amerikanischer Schauspieler
- Brandon Call (* 1976), amerikanischer Schauspieler
- Brandon Cantu (* 1981), US-amerikanischer Pokerspieler
- Brandon Cronenberg (* 1980), kanadischer Filmregisseur und Drehbuchautor
- Brandon DiCamillo (* 1976), US-amerikanischer Schauspieler
- Brandon Flowers (* 1981), amerikanischer Sänger und Musiker
- Brandon Flynn (* 1993), US-amerikanischer Schauspieler
- Brandon Gay (* 1982), US-amerikanischer Basketballspieler
- Brandon Iron (1968–2019), kanadischer Pornodarsteller und Regisseur
- Brandon Jones (* 1988), US-amerikanischer Schauspieler und Sänger
- Brandon Scott Jones (* 1984), US-amerikanischer Schauspieler und Drehbuchautor
- Brandon Larracuente (* 1994), US-amerikanischer Schauspieler
- Brandon Lee (1965–1993), US-amerikanischer Schauspieler
- Brandon Lee (Musiker) (* 1983), US-amerikanischer Jazzmusiker und Hochschullehrer
- James Brandon Lewis (* 1983), US-amerikanischer Jazzmusiker
- Brandon Linder (* 1992), US-amerikanischer Footballspieler
- Brandon Mashinter (* 1988), kanadischer Eishockeyspieler
- Brandon McMillan (* 1990), kanadischer Eishockeyspieler
- Brandon Parker (1965–2020), britischer Sportmanager, -promoter und Billardfunktionär
- Brandon Ross (* 1955), US-amerikanischer Jazzmusiker
- Brandon Routh (* 1979), amerikanischer Schauspieler
- Brandon Roy (* 1984), amerikanischer Basketballspieler
- Brandon Saad (* 1992), amerikanischer Eishockeyspieler
- Brandon Sanderson (* 1975), US-amerikanischer Autor von Fantasy- und Science-Fiction-Literatur
- Brandon Schaefer (* 1980), US-amerikanischer Pokerspieler
- Brandon Schwab (* 1974), US-amerikanischer Basketballschiedsrichter
- Brandon Seabrook (* ≈1984), US-amerikanischer Jazzmusiker
- Brandon Shack-Harris (* 1981), US-amerikanischer Pokerspieler
- Brandon Simpson (* 1981), jamaikanischer Sprinter
- Brandon Steven (* 1973), US-amerikanischer Unternehmer und Pokerspieler
- Brandon Sugden (* 1978), kanadischer Eishockeyspieler
- Brandon Teena (1972–1993), amerikanisches Gewaltopfer
- Brandon Thomas (Schauspieler) (1848–1914), britischer Schiffszimmermann, Schauspieler und Autor
- Brandon Thomas (Basketballspieler) (* 1984), US-amerikanischer Basketballspieler

#### Variante „Branden“
- Branden Albert (* 1984), US-amerikanischer American-Football-Spieler
- Branden Oliver (* 1991), US-amerikanischer American-Football-Spieler

### Namensträgerinnen
- Brandon Bays (* 1953), US-amerikanische Lehrerin und Autorin
- Brandon Merrill, US-amerikanische Rodeoreiterin, Model und Schauspielerin

### Familienname
- Alexander Brandon (* 1974), US-amerikanischer Musiker und Komponist
- Anne Brandon, Baroness Grey of Powys († 1558), englische Adlige
- Brumsic Brandon Jr. (1927–2014), US-amerikanischer Comiczeichner und -texter
- Charles Brandon, 1. Duke of Suffolk (1484–1545), englischer Adliger, Feldherr und Günstling von Heinrich VIII
- Charles Brandon (Politiker) (1521–1551), englischer Parlamentsabgeordneter
- Charles Brandon, 3. Duke of Suffolk (1537–1551), englischer Adliger
- Clark Brandon (* 1958), US-amerikanischer Schauspieler, Regisseur und Drehbuchautor
- David Brandon (* 1940), US-amerikanischer Schauspieler
- Dion Brandon (* 1986), Fußballspieler der Kaimaninseln
- Édouard Brandon (1831–1897), französischer Genremaler portugiesischer Herkunft
- Eleanor Brandon (1518/1521–1547), englische Adelige
- Eric Brandon (1920–1982), britischer Autorennfahrer
- Frances Brandon (1517–1559), Herzogin von Suffolk, Mutter der englischen Königin Jane Grey
- Frédéric Brandon (* 1943), französischer Maler
- Gerard Brandon (1788–1850), US-amerikanischer Politiker
- Gregg Brandon (* 1956), US-amerikanischer American-Football-Trainer und -Spieler
- Henry Brandon, 1. Earl of Lincoln (1523–1534), englischer Adliger, Sohn von Charles Brandon und Mary Tudor
- Henry Brandon, 2. Duke of Suffolk (1535–1551), englischer Adliger, Sohn von Charles Brandon und Katherine Willoughby
- Henry Brandon (Schauspieler) (Heinrich von Kleinbach; 1912–1990), deutschamerikanischer Schauspieler
- Henry Brandon (Journalist) (1916–1993), britischer Journalist
- Henry Brandon, Baron Brandon of Oakbrook (1920–1999), britischer Richter
- Jamie Brandon (* 1998), schottischer Fußballspieler
- Lauren Brandon (* 1985), US-amerikanische Triathletin
- Maryann Brandon, US-amerikanische Filmeditorin
- Michael Brandon (Schauspieler) (* 1945), US-amerikanischer Schauspieler und Regisseur
- Michael Brandon (Pornodarsteller) (* 1965), US-amerikanischer Pornodarsteller und Filmregisseur
- Morné Brandon (* 2000), südafrikanischer Rugbyspieler
- Oscar Brandon (* 1971), Badmintonspieler aus Suriname
- Pierre Brandon (1915–2003), Rechtsanwalt und einer der Gründer der Zeitung „La Marseillaise“
- Raoul Brandon (1878–1941), französischer Politiker
- Ricardo Brandon (1946–2016), uruguayischer Fußballspieler
- Sy Brandon (* 1945), US-amerikanischer Komponist und Musikpädagoge
- Terrell Brandon (* 1970), US-amerikanischer Basketballspieler
- Thomas Brandon († 1510), englischer Diplomat und Höfling unter König Heinrich VII.
- William Brandon (Bannerträger) (um 1556–1485), englischer Bannerträger von Heinrich VII.
- William Lindsay Brandon (1800/1801–1890), US-amerikanischer Brigadegeneral
- William W. Brandon (1868–1934), US-amerikanischer Politiker (Alabama)